# Jörg Sundermeier

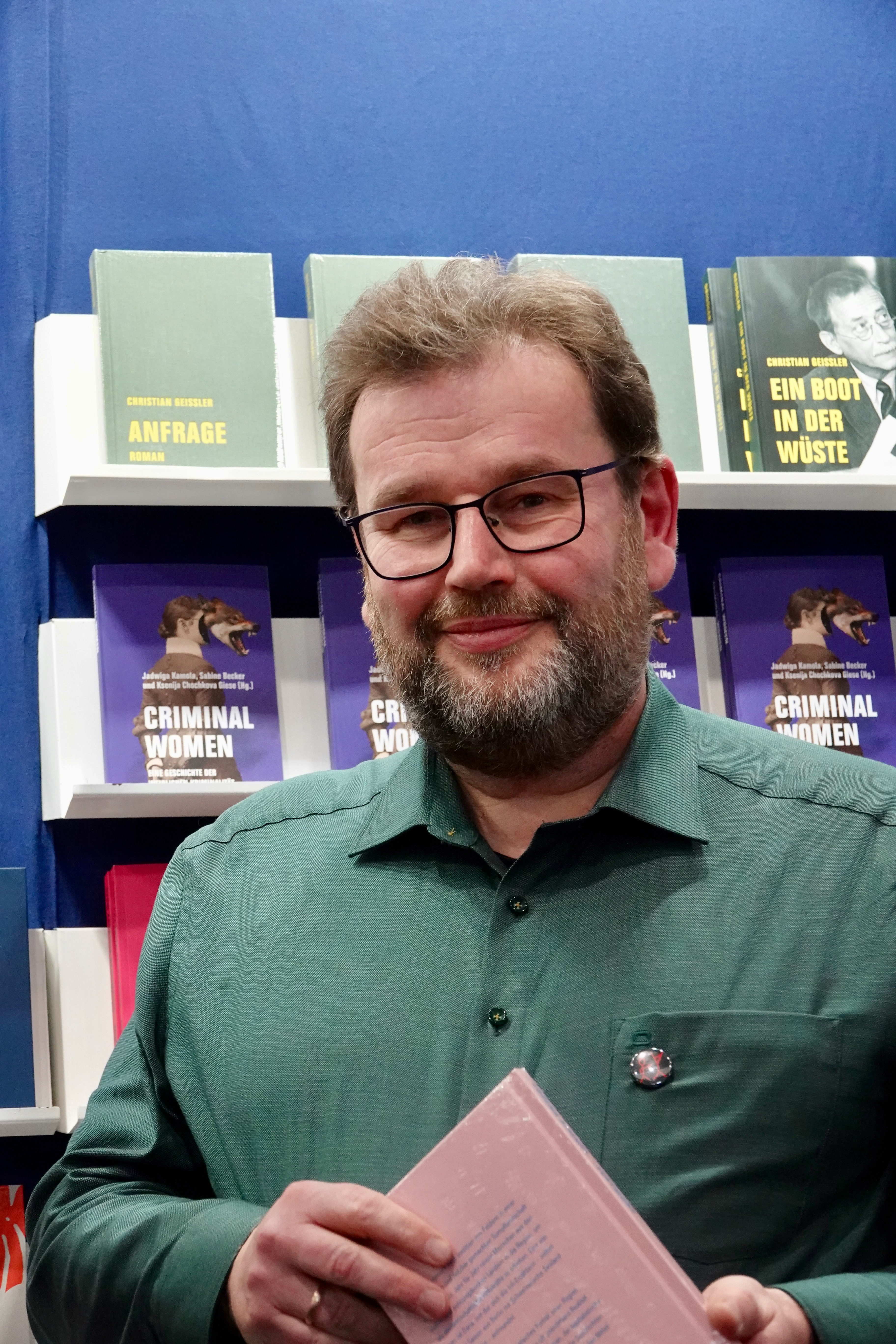
Jörg Sundermeier

Jörg Sundermeier (* 25. April 1970 in Gütersloh) ist ein deutscher Journalist, Autor und Verleger.

## Leben und Wirken
Jörg Sundermeier wuchs in Verl auf. Während seines Studiums in Bielefeld veröffentlichte er erste Artikel in Zeitschriften. Heute publiziert er unter anderem in der taz, der Berliner Zeitung und der Jungle World. Seit den 1990er Jahren lebt er in Berlin.
1995 gründete er mit Werner Labisch den Verbrecher Verlag in Berlin-Kreuzberg, den er von 2011 bis 2016 allein führte, seitdem leitet er ihn gemeinsam mit seiner Frau Kristine Listau. 
2003 war er der Initiator und Hauptorganisator der ersten Linken Buchtage Berlin. Anfänglich mit selbstorganisierten Veranstaltungen der Verlage. Im Zusammenhang mit Sundermeiers Rückzug aus der Organisation wurde das Konzept geändert und die Veranstaltungen von einem Kollektiv organisierten Organisationsteam konzipiert.
Von 2015 bis 2021 war Sundermeier Mitglied im Vorstand der Kurt Wolff Stiftung zur Förderung einer vielfältigen Verlags- und Literaturszene. Er ist Mitgründer des PEN Berlin.
Sundermeier tritt auch als Autor in Erscheinung, 2024 veröffentlichte er mit Eine verbogene Geschichte ein Kinderbuch.

## Schriften
- Der letzte linke Student. Alibri-Verlag, Aschaffenburg 2004, ISBN 3-932710-85-1 (Glossen).
- Heimatkunde Ostwestfalen. Hoffmann und Campe, Hamburg 2010, ISBN 978-3-455-38084-2.
- Der letzte linke Student kämpft weiter. Alibri-Verlag, Aschaffenburg 2011, ISBN 978-3-86569-085-2 (Glossen).
- Die Sonnenallee. be.bra Verlag, Berlin 2016, ISBN 978-3-89809-132-9
- 11 Berliner Friedhöfe, die man gesehen haben muss, bevor man stirbt. be.bra Verlag, Berlin 2017, ISBN 978-3-8148-0224-4.
- Bedeutungswelten. Giwi Margwelaschwili im Gespräch mit Jörg Sundermeier, Verbrecher Verlag, Berlin 2017, ISBN 978-3-95732-239-5.[4]
- Eine Bewegung archivieren. Sonderdruck. Heinrich Heine Institut, Düsseldorf 2018, ISBN 978-3-936698-20-6.
- Eine verbogene Geschichte. Kinderbuch mit Illustrationen von Katrin Funcke, Bahoe Books 2024, ISBN 978-3-903478-37-4

## Herausgaben
- Das Buch vom Klauen. Verbrecher Verlag, Berlin 2006, ISBN 3-935843-59-3.
- Das Buch vom Trinken. Verbrecher Verlag, Berlin 2004, ISBN 3-935843-46-1.

## Ehrungen
- Im September 2016 wurde Jörg Sundermeier mit dem K.-H. Zillmer-Verlegerpreis für verdienstvolles verlegerisches Handeln ausgezeichnet.[5][6]